# Colquiri
Colquiri är en ort i Bolivia.   Den ligger i departementet La Paz, i den centrala delen av landet, 270 km nordväst om huvudstaden Sucre. Colquiri ligger 4 276 meter över havet och antalet invånare är 3 933.
Terrängen runt Colquiri är kuperad. Runt Colquiri är det glesbefolkat, med 12 invånare per kvadratkilometer.. Det finns inga andra samhällen i närheten. 
Omgivningarna runt Colquiri är i huvudsak ett öppet busklandskap.